# Weltraumwaffe

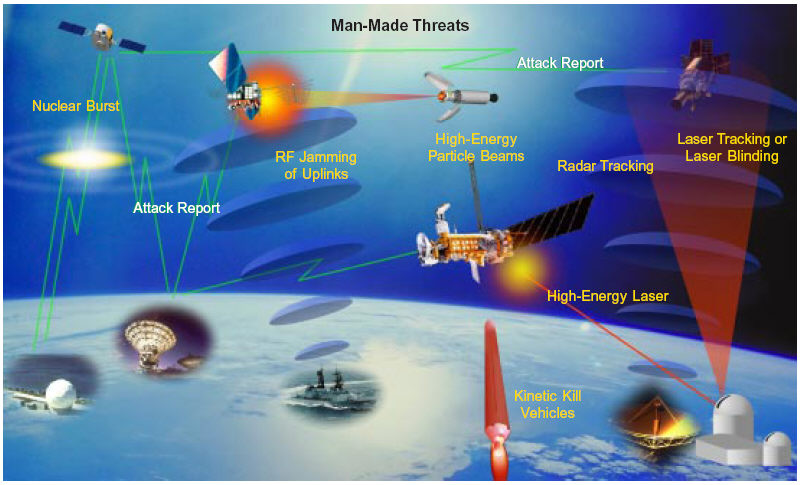
Bedrohung durch Weltraumwaffen nach Darstellung des US-Verteidigungsministeriums

Weltraumwaffen sind Waffensysteme, die im Weltraum stationiert gegen Ziele im Weltraum und auf der Erde einsetzbar sind, oder Waffensysteme, die von der Erde aus gegen Ziele im Weltraum eingesetzt werden können. Neben den USA unternehmen insbesondere die Volksrepublik China, Japan, Russland und Indien erhebliche Anstrengungen zum Ausbau ihrer im Weltraum stationierten Waffen- und Aufklärungssysteme.

## Existierende und geplante Waffensysteme

### Antisatellitenwaffen

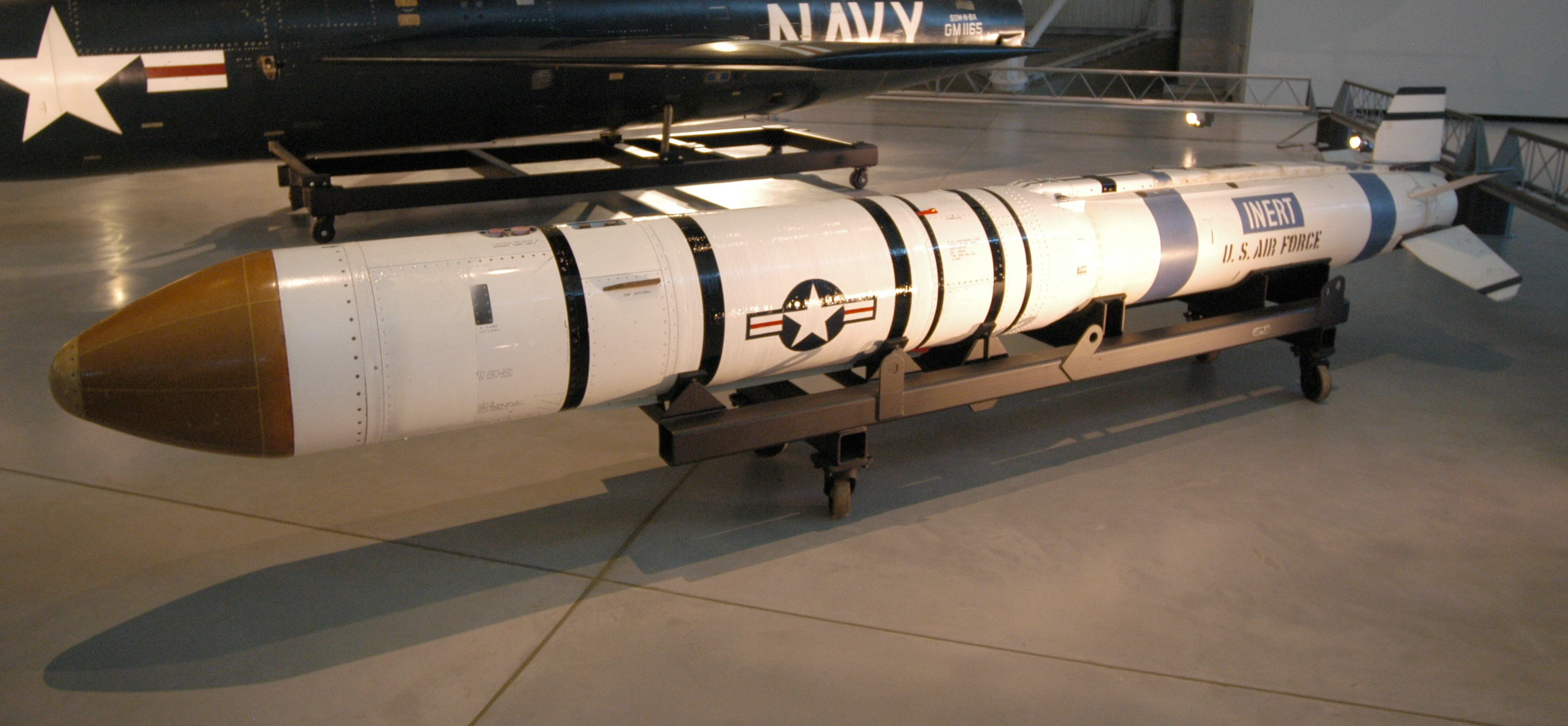
Antisatellitenrakete (ASAT) der US-Luftwaffe aus den 1980er Jahren.

Antisatellitenwaffen sind darauf ausgerichtet, im Orbit befindliche gegnerische Satelliten zu zerstören oder unschädlich zu machen.
- Antisatellitenraketen (auch ASAT-Raketen) sind boden- oder luftgestützte Flugkörper, die Ziele im Orbit angreifen können.
- „Killersatelliten“
- Auch boden-, luft- oder weltraumgestützte Laserwaffen könnten als Antisatellitenwaffe eingesetzt werden.
- Funkstörsysteme (Jammer) können Satellitenkommunikationssysteme mit elektronischen Mitteln vorübergehend oder permanent stören.

### Weltraumgestützte Waffensysteme
Im Weltraum stationierte Laser

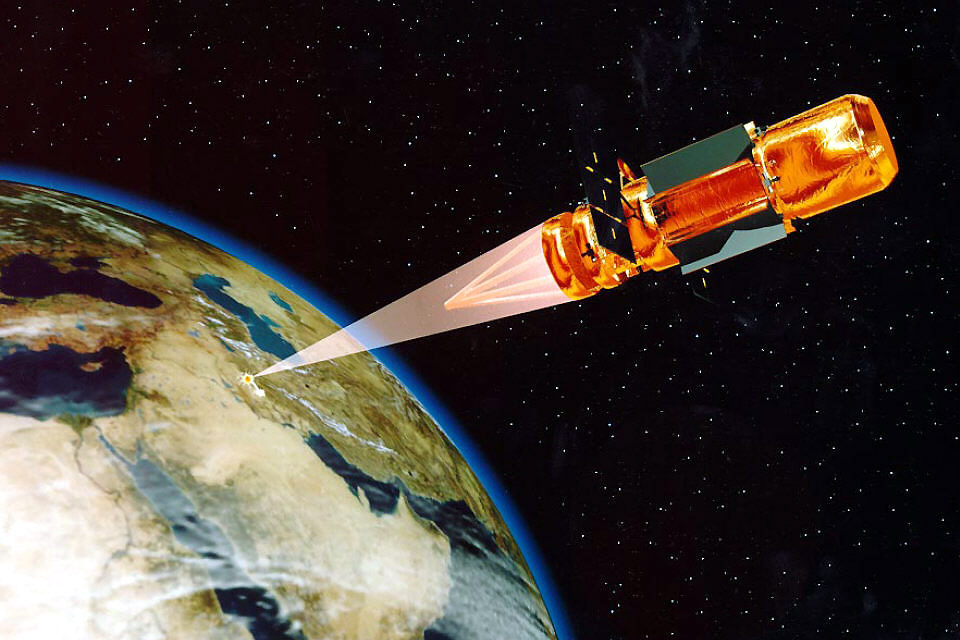
Zukunftsvision des US Space Command für das Jahr 2020: Ein gerichteter, im Weltall stationierter Hochleistungslaser zerstört präzise ein terrestrisches Ziel (Computergrafik bzw. -zeichnung)

Auch Weltraumgestützte Laser (Space Based Laser, SBL) befinden sich in der Entwicklung. Führend ist hierbei unter anderem der US-Rüstungs- und Luftfahrtkonzern Lockheed Martin. Nach derzeitigem Stand ist ihre praktische Anwendbarkeit allerdings noch begrenzt. Das Hauptproblem ist die Bereitstellung der gewaltigen Mengen an Energie für einen wirksamen Einsatz.
„Rods from God“
Rods from God (deutsch: Stäbe von Gott) sind Wolframstäbe, die hypothetisch als Bunkerbrecher eingesetzt werden könnten. Das Metall Wolfram hat den höchsten Schmelzpunkt aller reinen Metalle und eine ähnlich hohe Dichte wie Gold. Wolframkörper könnten daher ohne großen Masseverlust einen Wiedereintritt in die Atmosphäre überstehen. Diese Technik würde auf ein frühes Konzept des Luftkriegs im Ersten Weltkrieg zurückgreifen: Auch damals wurden sogenannte Fliegerpfeile, meist aus Stahl, in großer Zahl statt Bomben auf gegnerische Truppen abgeworfen, die diese durch ihre Aufschlagwucht töteten.
Elektromagnetische Bomben
Durch die Erzeugung eines elektromagnetischen Pulses in großer Höhe könnten gegnerische elektrische Anlagen weiträumig gestört werden.
Konventionelle Schusswaffen
In der Sowjetunion wurden Versuche unternommen, militärische Raumstationen des Typs Almas mit einer aus der Flugzeugkanone NR-23 abgeleiteten Schnellfeuerkanone auszurüsten. Mindestens auf der Raumstation Saljut 3 wurde diese Waffe praktisch erprobt. Über Einzelheiten und Ergebnisse der Versuche ist offiziell nur wenig bekannt. Problematisch beim Einsatz von Schusswaffen im Weltall ist der Rückstoß, der die Bahn des Raumflugkörpers mit der Schusswaffe an Bord verändert und treibstoffverbrauchende Kurskorrekturmaßnahmen erforderlich machen kann.
Weltraumgestützte Raketenwaffen
Raumflugkörper können auch mit Raketenwaffen ausgestattet sein. Diese haben gegenüber Schusswaffen den Vorteil des fehlenden Rückstoßes.
Ausbringen von Weltraumschrott
Durch Ausbringen von Kleinstkörpern zum Beispiel mit Hilfe einer Splitterbombe, die auf Kollisionskurs mit einem anderen Raumflugkörper sind, kann dieser leicht zerstört werden, weil schon kleinste Trümmer hohe Einschlagenergien mit sich bringen. Objekte am Erdboden werden hierbei nicht gefährdet.

## Geschichte

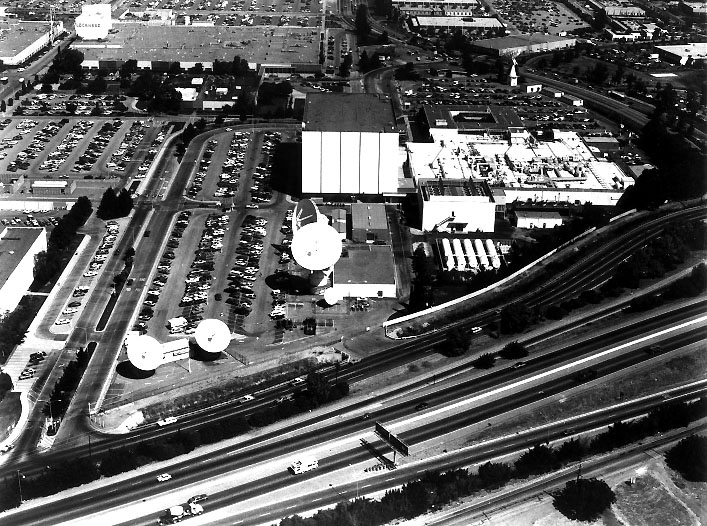
Die US Air Force Satellite Control Facility (CSTC) auf der Sunnyvale AFS, Kalifornien, Anfang bis Mitte der 1980er Jahre – damals die einzige Einrichtung dieser Art

Der erste Test einer Antisatellitenwaffe erfolgte in den USA bereits im Oktober 1959, als eine zweistufige Feststoffrakete des Projektes Bold Orion in großer Höhe von einer B-47 („Stratojet“) aus gestartet wurde, um den Satelliten Explorer 6 abzufangen. Der Test war erfolgreich, wobei der Satellit in 6,4 km Entfernung passiert wurde. Damals war die Raumfahrt gerade einmal zwei Jahre alt. Schon kurze Zeit nach dem Start des Sputnik 1957 betonte der damalige US-Präsident Dwight D. Eisenhower: „Auf die Verteidigung bezogene Zielsetzungen im Weltraum sind jene, denen höchste Priorität beizumessen ist, weil sie zu unserer unmittelbaren Sicherheit beitragen“.
Zur Hochzeit des Kalten Kriegs stand die Weltraumpolitik sowohl der USA als auch die der Sowjetunion unter dem ideologischen Vorzeichen des Wettlaufs ins All. Als Reaktion auf den so genannten Sputnik-Schock, der dem Westen unter anderem schlagartig klargemacht hatte, dass sowjetische Interkontinentalraketen jederzeit US-amerikanisches Territorium hätten erreichen können, unterzeichnete Präsident Eisenhower am 29. Juli 1958 den National Aeronautics and Space Act, mit dem die US-Weltraumbehörde NASA ins Leben gerufen wurde. Schon am 7. Januar 1958 war die DARPA gegründet worden (damals noch als ARPA).
Im April 2024 versuchte eine Mehrheit von Mitgliedsstaaten des Sicherheitsrats der Vereinten Nationen, mithilfe einer von den USA und Japan eingebrachten Resolution ein Wettrüsten im All zu verbieten. Der Versuch scheiterte aber am Veto Russlands.

## Weltraumwaffenprojekte verschiedener Nationen

### Vereinigte Staaten von Amerika

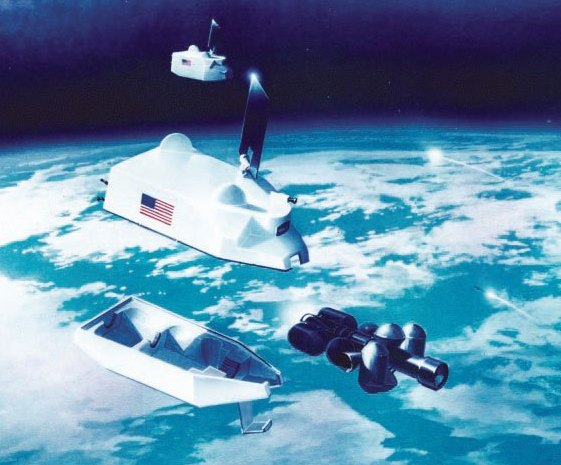
Frühes Konzept eines Brilliant-Pebbles-Raketenabwehr-Killersatelliten

Ein Militärprojekt der USA ist das gemeinschaftliche Vorhaben der US-Luftwaffe und der DARPA namens FALCON, ein Akronym für Force Application and Launch from CONtinental United States, bei dem alltaugliche Hyperschall-Maschinen zum Transport von Waffen oder anderem Gerät in den Weltraum, aber auch zum schnellen Eingreifen an beliebigen Punkten des Planeten gebaut werden sollen. In der Zielprojektion des in drei Phasen gegliederten Vorhabens sollten bis zum Jahr 2009 9000 nautische Meilen in weniger als zwei Stunden zurückgelegt werden können (16.668 Kilometer, entsprechend einer Geschwindigkeit von mehr als 8300 Kilometer pro Stunde).

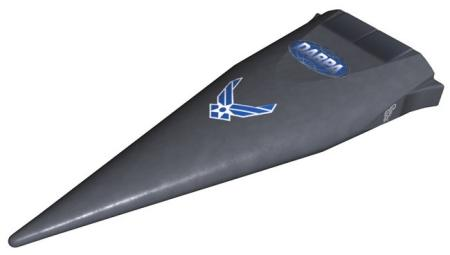
Modell des Hypersonic-Technology-Vehicle HTV-1

Der US-Konzern Lockheed Martin erhielt im August 2004 den Zuschlag, HTVs für das FALCON-Programm von US Air Force und DARPA zu bauen. Die ursprüngliche HTV-Konstruktion (HTV-1) sollte im September 2007 Flugtests absolvieren, noch unterstützt von Booster-Raketen, wobei man eine Geschwindigkeit von Mach 19 in einer Höhe von 30 bis 45 Kilometer anstrebte (in dieser Höhe wären das knapp 20.000 Kilometer pro Stunde). Im Mai 2006 wurde der Bau von zwei HTV-1-Flugzeugen allerdings abgebrochen, weil der Zulieferer C-CAT Probleme mit der Delaminierung der kurvenförmigen Anströmkanten der Außenhaut der Maschinen gehabt haben soll. Stattdessen wurde direkt zum Projekt HTV-2 übergegangen, dessen erste Testflüge im April 2010 und August 2011 stattfanden.
Nachdem von der Bush-Regierung im August 2006 schon die National Space Policy neu gefasst wurde, wurde im Januar 2007 eine Überarbeitung der Doktrin „Space Operations“ gebilligt, in der abermals die militärische Überlegenheit der USA im Weltall im Zentrum steht. Hervorgehoben wird neuerlich, die militärische Dominanz der USA basiere auf der Überlegenheit im Weltraum: „Um sie beizubehalten, müssen unsere Luftstreitkräfte den Weltraum wirksam verteidigen“, heißt es im Dokument, das die seit 2001 geltende Doktrin der US Air Force ablöst. Darüber hinaus müssten Steuerungselemente am Boden besonders geschützt werden.
Die Stationierung von Massenvernichtungswaffen, also z. B. atomarer Waffen, im Weltall ist durch internationale Abkommen wie etwa den Weltraumvertrag und die SALT-Verträge verboten worden. Russland, China und auch Kanada sowie verschiedene andere Länder wollten das Stationieren jedweder Waffen im All seit Jahrzehnten im Rahmen eines Vertrags zum Schutz des Weltraums untersagen lassen; die USA stellten sich seit Ronald Reagans Star-Wars-Initiative Mitte der 1980er Jahre beständig dagegen.
Die Neuformulierung der National Space Policy von 2006 schreibt fest, dass sich die USA bei ihrer Weltraumpolitik künftig keinerlei supranationalen Instanzen oder Richtlinien unterwerfen werden. Zudem soll Staaten, die den Interessen der Vereinigten Staaten zuwiderhandeln, der Zugang zum All verwehrt werden. Unklar ist, ob damit die Anwendung militärischer Gewalt durch die USA – etwa zur Verhinderung von Raketenstarts anderer Nationen – verbunden ist.
Das USSTRATCOM hat, der National Space Policy folgend, im Oktober 2006 anlässlich seiner Strategic Space and Defense Conference in Omaha (Nebraska) einen Space Control Plan beschlossen. Vorrangig ist demnach die Verteidigung US-amerikanischer Satelliten gegen Angriffe, wobei es darauf ankomme, die situationsabhängige Lageeinschätzung („situational awareness“) zu verfeinern, also alle Objekte im All zu verfolgen und jene zu identifizieren, die eine Gefahr für US-Satelliten darstellen könnten.
Seit 2005 beherbergt die Vandenberg AFB zudem das Joint Space Operations Center (also das Gemeinsame Weltraumoperationszentrum) der US-Luftwaffe.
Die USA beabsichtigen, ab 2025 eine neue Generation weltraumgestützter Raketenabwehrwaffen zu entwickeln.

### Sowjetunion/Russland
Während die Vereinigten Staaten seit Ende der 1950er Jahre an militärischen Projekten im und fürs All arbeiten (wenngleich auch mit schwankendem Nachdruck), stellte die Sowjetunion ihre Bemühungen auf diesem Gebiet 1983 beinahe vollständig ein. In Moskau war man offenbar zu dem Schluss gekommen, den Rüstungswettlauf mit dem potenziellen Feind – insbesondere wirtschaftlich – nicht länger durchstehen zu können. Nach der Selbstauflösung der Sowjetunion 1991 wurden die Aufwendungen für militärische wie zivile Raumfahrt in Russland reduziert; zahlreiche Vorhaben wurden fallen gelassen.
Eines der bekanntesten, technisch am weitesten gediehenen Weltraumwaffen-Projekte der Sowjetunion war das Fractional Orbital Bombardment System (FOBS), eine Interkontinentalrakete, die von der Erdumlaufbahn aus ein Ziel ansteuern konnte. Die Besonderheit des Systems bestand darin, dass der Angegriffene anhand der Flugbahn im All keine Rückschlüsse auf das Ziel hätte ziehen können. Das Projekt wurde ab den 1960er Jahren erprobt, 1983 aber gemäß dem SALT-II-Vertrag von 1979 eingestellt.
Bei den ASAT-Waffen verfolgte die UdSSR im Wesentlichen den Ansatz der „Killersatelliten“. Dabei wurde der angreifende Flugkörper auf eine Satellitenbahn gebracht. Durch nachfolgendes nahes Heranfliegen und anschließende Explosion des Angreifers wurde das Ziel zerstört, zusammen mit dem angreifenden Flugkörper – dieser Ansatz war am einfachsten und billigsten umzusetzen. Die Konstruktion hieß Istrebitel Sputnikow (IS), russ. „Satellitenabfänger“ oder „Satellitenjäger“. Die Entwicklungsarbeiten begannen in den frühen 1960er Jahren, erste Testflüge des Angreifer-Prototyps mit der Bezeichnung „Poljot“ (ohne Zielabfang) fanden 1963/1964 statt, die Testabfänge folgten ab 1968. Das IS-Projekt wurde 1972 auf Grundlage des SALT-I-Vertrags offiziell gestoppt, blieb aber nach US-Quellen dennoch im Einsatz; Tests mit neuen Versionen fanden bis 1982 statt. Danach wurden die IS-Satelliten verschrottet. In den 1980ern wurde mit der Entwicklung eines neuen ASAT-Systems mit der Bezeichnung „Narjad“ begonnen. Über dieses System ist bis jetzt wenig bekannt: Es sollen Anfang bis Mitte der 1990er Jahre bis zu drei Teststarts des Systems auf silobasierten Rockot-Raketen stattgefunden haben.
Die Sowjetunion experimentierte ab 1970 zudem mit großen, am Boden stationierten ASAT-Lasern, die in den 1970er und 1980er Jahren Berichten zufolge eine Reihe von US-Spionagesatelliten „geblendet“ (ihre Sensoren unbrauchbar gemacht) haben sollen. Militärisch genutzte Raumstationen, die nach US-Informationen auch ASAT-Operationen durchführen konnten, sollen der Kern des Almas-Programms der UdSSR gewesen sein. In den 70er Jahren wurden drei solcher Stationen gestartet, die neben Kameras zur Beobachtung der Erdoberfläche auch mit einer Maschinenkanone des Typs Nudelman-Richter NR-23 bewaffnet waren. Weitere Planungen umfassten militärisch genutzte Sojus-Raumschiffe zu Aufklärungs- oder Jagdzwecken, wurden jedoch nicht umgesetzt.
Mitte der 1980er Jahre arbeitet man an dem Weltraum-Raketenabwehrsystem Poljus. Es wurde lediglich ein Prototyp erstellt, der am 15. Mai 1987 mit Hilfe einer Energija-Trägerrakete erfolgreich gestartet wurde, jedoch aufgrund fehlerhafter Ausrichtung im All am selben Tag verloren ging. Danach wurde das Programm eingestellt.
Nach einer Phase von Kürzungen und Umstrukturierungen richteten die russischen Streitkräfte erst nach der Jahrtausendwende wieder ein Kommando für Weltraumtruppen ein. In dessen Zuständigkeit fallen, gemäß einer Mitteilung der russischen Regierung zum 5. Jahrestag des Verbandes am 1. Juni 2006, drei Aufgaben:
- Lenkung von Satelliten sowohl militärischer als auch ziviler Zweckbestimmung
- „Kontrolle über den Weltraum“
- Warnung der russischen Staatsführung vor möglichen Atom- und Raketenangriffen sowie die Raketenverteidigung von Moskau (Anti-Ballistic Missile).

### China
Ziel der militärischen Nutzung des Weltraums ist für China vorrangig die Installation von Satelliten zur Erdbeobachtung. Satelliten vom Typ Ziyuan 1-02C und D sowie Ziyuan 2 erlauben eine Bilderfassung der gesamten Erdoberfläche. Die Auflösung der Bilder all jener Satelliten ist besser als 20 m. So hat zum Beispiel der am 12. September 2019 gestartete Ziyuan 1-02D eine Auflösung von 5 m. Seit einigen Jahren entwickelt die Tsinghua-Universität gemeinsam mit der Universität von Surrey und einem dort ansässigen Rüstungsbetrieb ein Kleinsatellitenprogramm, das aus sieben Erdbeobachtungssatelliten besteht, die Bilder mit einer Auflösung von 50 Metern liefern sollen. Zum Vergleich: der zivile Erdbeobachtungssatellit Gaofen 7 besitzt eine Auflösung von 65 cm. Die Strategische Kampfunterstützungstruppe der Volksrepublik China hört routinemäßig elektronische Kommunikation anderer Staaten ab und ortet über die Bodenstationen des Satellitenkontrollzentrums Xi’an gegnerische Satelliten.
Chinas ASAT-Bewaffnung beschränkt sich Stand 2020 auf die vierstufige Antisatellitenrakete  Kaituozhe 409. Bei einem Test am 11. Januar 2007 gelang es dem damaligen Hauptzeugamt der Volksbefreiungsarmee, den eigenen Wettersatelliten Fengyun-1C („Wind und Wolken“), der seine Lebensdauer überschritten hatte, mit einer vom Kosmodrom Xichang gestarteten Kaituozhe 409 in rund 850 Kilometern Höhe zu zerstören. Am 19. Januar 2007 protestierten die Vereinigten Staaten, Japan, Australien und Kanada gegen den Test, ein formeller britischer Protest wurde Tage später eingelegt. „In der Geschichte ist es das erste bekannte Mal, dass eine vom Boden gestartete Rakete einen Satelliten in der Umlaufbahn zerstört“, so der US-Raumfahrt- und China-Experte James Oberg laut Agenturmeldungen.
Erst knapp zwei Wochen nach dem Abschuss hat China am 23. Januar 2007 den Test einer Anti-Satelliten-Rakete offiziell bestätigt.
Der US-Militärexperte Rick Fisher stellte 2005 in einem Überblick zu den zehn wichtigsten Entwicklungen im Rahmen der Modernisierung der chinesischen Streitkräfte fest: „Chinas bescheidener Ausbau seiner nuklearen Raketenstreitkräfte wird dazu betrieben, es in die Lage zu versetzen, gegenwärtige und künftige Raketenverteidigungssysteme der USA überwinden zu können. Eine dieser Technologien wären Mehrfach-Gefechtsköpfe, um die Raketenabwehr zu überfordern.“
Tatsächlich besitzt die im Januar 2017 öffentlich getestete Interkontinentalrakete Dongfeng 5C zehn einzeln programmierbare Sprengköpfe.
Bemerkenswert ist die Unwissenheit der amerikanischen Analysten in Bezug auf die chinesische Weltraumrüstung. So ist zum Beispiel in einem am 30. März 2020 veröffentlichten Bericht über die Aktivitäten des chinesischen Militärs im Weltraum zu lesen, dass sich das Satellitenkontrollzentrum Xi’an in Weinan befindet (es befindet sich seit 1987 im Stadtzentrum). Wegen der laufenden Nummern ging man davon aus, dass China 2019 über sieben Bahnverfolgungsschiffe verfügte (tatsächlich waren es vier).

### Indien
Am 12. April 2006 hieß es in einer Meldung des Indo Asian News Service, dass Indien mit der Einrichtung eines „Weltraumwaffenkommandos“ begonnen habe. Luftmarschall S. P. „Bundle“ Tyagi, Oberkommandierender der indischen Luftwaffe (Indian Air Force, IAF), hob jedoch demnach hervor, man weite das Luftwaffen-Kommando aus, „aber das wird eine Weile dauern.“
Am 10. August 2005 hieß es in Medienberichten, dass Indien ein satellitengestütztes Überwachungs- und Aufklärungssystem aufbaue, das im Laufe des Jahres 2007 in Betrieb gehen und das vor allem Entwicklungen in der Nachbarschaft des Landes beobachten solle.

### Weltraumrüstung: andere Länder

#### Brasilien
Brasilien, das nach US-Einschätzungen ernsthaft die militärische Nutzung von Weltraumeinrichtungen verfolgt, arbeitet bei seinen bislang meist zivilen Satellitenprogrammen mit Russland und China zusammen. In einem offiziellen Papier sei auch eine eventuelle Kooperation mit Israel zur Entwicklung eines hochauflösenden Spionagesatelliten in Betracht gezogen worden. Das brasilianische Militär kontrolliere bestimmte Aspekte des Weltraumprogramms, so die Raketenentwicklung, heißt es beim Center for Nonproliferation Studies.

#### Israel
Von Israel ist bekannt, dass Aufklärung und Kommunikation die Schwerpunkte seiner militärischen Weltraumaktivitäten sind. Das Land kooperiert eng mit den USA. Das Programm wird federführend von der israelischen Luftwaffe verantwortet. Die Israel Space Agency (ISA), die israelische Raumfahrtorganisation mit Sitz in Tel Aviv wurde 1983 als Ableger der Israelischen Streitkräfte gegründet.
Ein Raketenversuchsgelände der israelischen Armee und der israelischen Raumfahrtbehörde befindet sich zwischen dem Kibbuz Palmachim rund zehn Kilometer südlich von Tel Aviv und dem Mittelmeer. Von diesem Areal wurden auch die Ofeq-Aufklärungssatelliten (ab Ofeq 3 dienten alle militärischen Zwecken) mit Shavit-Raketen ins All gebracht – mit bislang mindestens zwei Fehlschlägen. Am 28. Mai 2002 startete Ofeq 5; seine Hauptaufgabe ist die Überwachung des iranischen Atomprogramms. Der Nachfolger Ofeq 7 (Nummer 6 ging verloren, eine vom israelischen Rüstungskonzern Rafael gebaute dritte Stufe zündete nicht) löste ihn im August 2007 ab. Der SAR-Satellit TechSAR 1 (auch Ofeq 8) wurde mit einer indischen PSLV-Trägerrakete ins All gebracht.
Die relativ fortschrittlichen optischen Erdbeobachtungssatelliten der EROS-Serie werden von der israelisch-US-amerikanischen Firma ImageSat International betrieben.

### Europäische Union
Die Staaten der Europäischen Union beschränken sich gegenwärtig (Stand: Herbst 2006) weitestgehend auf im Weltall stationierte Aufklärungs-, Kommunikations- und Geodäsie-Satelliten; von Planungen aktiver Weltraumwaffen ist nichts bekannt.
Der EU-Kommissar für Verkehr und Vizepräsident der Kommission Jacques Barrot plädierte Mitte Oktober 2006 dafür, das Galileo-Projekt auch für militärische Anwendungen zu öffnen.
Mit dem Satellitenaufklärungssystem SAR-Lupe soll die deutsche Bundeswehr seit 2007 Anschluss an die Standards der Militärspionage finden. Es besteht aus fünf identischen Kleinsatelliten und einer Bodenstation zu deren Kontrolle und zur Bildauswertung. Als drittes System mit Radartechnik (nach jenen der USA und Russlands) können wetter- und tageszeitunabhängig hochauflösende Bilder von jedem Punkt der Erde gewonnen werden. Die Satelliten wurden in den Jahren 2006 bis 2008 mit russischen Kosmos-3M-Trägerraketen ins All gebracht. Die Bodenstation ist in Gelsdorf bei Bonn. Die volle Leistungsfähigkeit des Systems wurde 2008 erreicht. Am 30. Juli 2002 wurde in Schwerin ein Kooperationsvertrag mit Frankreich geschlossen, dessen Helios-Satelliten für die optische Aufklärung vorgesehen sind. Der multinationale Systemverbund (E-SGA) wurde am 1. Dezember 2006 beauftragt. (vgl. dazu auch: Lacrosse; SATCOMBw)
Einem Bericht des „Guardians“ (London) vom 22. Januar 2007 zufolge hat die tschechische Regierung am 20. Januar bekanntgegeben, das Land werde eine Militärbasis für das umstrittene Raketenabwehrsystem der USA beherbergen. Es sei das erste Mal, dass Prag offiziell bestätige, Washington habe um Erlaubnis gebeten, eine Radarstation für das NMD-Programm auf tschechischem Territorium errichten zu dürfen. Schon in einer seiner ersten Amtshandlungen als tschechischer Ministerpräsident im September 2006 sagte Mirek Topolánek demnach, der Bau der Einrichtungen in der Tschechischen Republik werde die europäische Sicherheit entscheidend verbessern. Er bezog sich dabei laut „Guardian“ lediglich auf den Radarstützpunkt – dem britischen Blatt zufolge ein starkes Indiz dafür, dass das Pentagon hofft, einen Silo für 20 Antiraketen-Raketen im benachbarten Polen bauen zu dürfen. Das Raketenabwehrsystem in Tschechien wurde nicht realisiert.
Russland hatte bereits Anfang Januar 2007 wiederholt davor gewarnt, dass jedwede Ausweitung des US-Raketenverteidigungsprojekts nach Osteuropa es nötigen werde, seine militärischen Planungen zu überarbeiten, um der darin gesehenen Bedrohung zu begegnen.
November 2024 wurde das Aegis Ashore-Raketenabwehrsystem auf dem polnischen Flughafen Słupsk-Redzikowo in Betrieb genommen.

## Galerie

Weltraumwaffen
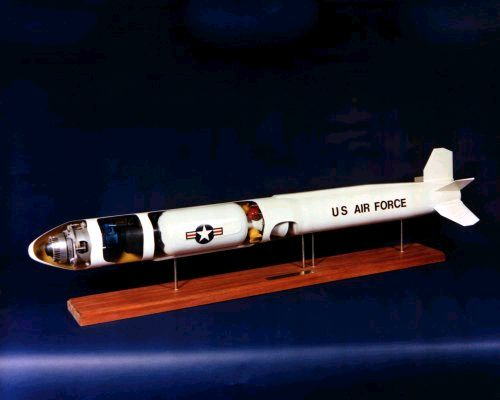
Modell einer kinetischen Anti-Satelliten-Rakete der US-Luftwaffe (ASAT)
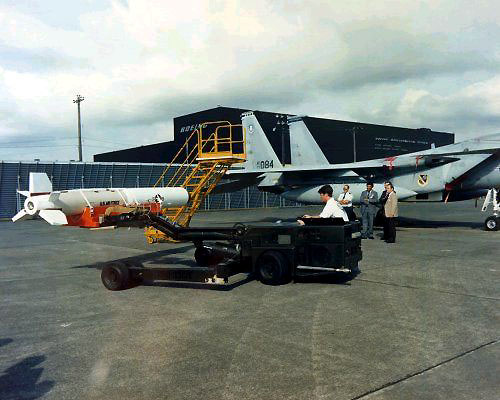
Ein Flugzeug wird für Testzwecke mit einer ASAT (Antisatellitenwaffe) bestückt
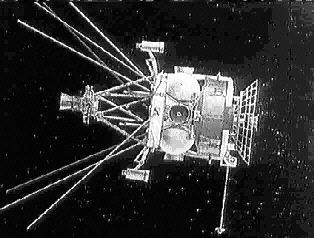
Sowjetischer ASAT-Satellit, wahrscheinlich aus den 1960er Jahren
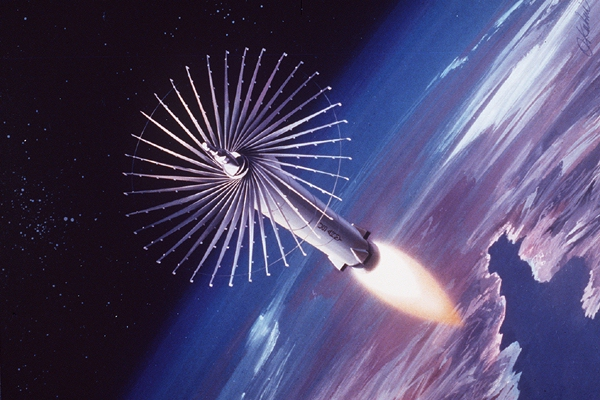
HOE-Konzept (Homing Overlay Experiment) von Lockheed zur Abwehr ballistischer Raketen